# Lipoproteïnelipase
Het lipoproteïnelipase (LPL) katalyseert de hydrolyse van triglyceriden. Het eerste product is een 1,2-diacyldiglyceride of een 2,3-diacyldiglyceride. In de tweede reactie ontstaat het 2-acylmonoglyceride. De derde hydrolysestap ontbreekt, waardoor het 2-acylmonoglyceride deel uitmaakt van de low-density-lipoproteïne- of LDL-fractie in het bloed.
Low-density-lipoproteïne (LDL) bevat specifiek die vetzuren, die in de voeding op de 2-acylplaats voorkomen. Dit zijn bij natuurlijke oliën vaak onverzadigde vetzuren.
Door hydrogenering van oliën en vetten komen in het 2-acylmonoglyceride van LDL de acylgroepen voor van stearine- of palmitinezuur.

## Familiaire LPL-deficiëntie
Personen die een mutatie hebben in het enzym lipoproteïnelipase (LPL) waardoor het enzym niet aanwezig of niet werkzaam is, kunnen triglyceriden niet afbreken. Biochemisch wordt dit gekarakteriseerd door een sterk verhoogde concentratie triglyceriden in het bloed. Deze personen met lipoproteïnelipasedeficiëntie hebben recidiverend pancreatitis. De incidentie van deze aandoening wordt geschat op 1 op 1 miljoen.